# مارك سيلفستر
مارك سيلفستر (بالإنجليزية: Marc Sylvester)‏ هو عداء مسافات متوسطة أمريكي، ولد في 21 نوفمبر 1982 في كليفلاند في الولايات المتحدة.

## وصلات خارجية
- مارك سيلفستر على موقع الاتحاد الدولي لألعاب القوى (الإنجليزية)